# Estagel
Estagel (in catalano Estagell) è un comune francese di 1 939 abitanti situato nel dipartimento dei Pirenei Orientali nella regione dell'Occitania.

## Società

### Evoluzione demografica
Abitanti censiti